# Phil Younghusband
Philip James Placer Younghusband (Ashford, Inglaterra; 4 de agosto de 1987) es un exfutbolista británico-filipino. Jugaba de delantero y en noviembre de 2019 anunció su retirada como futbolista profesional.

## Carrera
| Club                     | País       | Año       |
| ------------------------ | ---------- | --------- |
| Chelsea                  | Inglaterra | 2005–2008 |
| Esbjerg fB (cedido)      | Dinamarca  | 2007      |
| San Beda FC              | Filipinas  | 2011      |
| Loyola Meralco Sparks FC | Filipinas  | 2011–2017 |
| Davao Aguilas FC         | Filipinas  | 2017–2018 |

## Selección nacional
Ha sido internacional con Filipinas desde 2006 jugando 108 partidos y anotando 52 goles.

### Goles con Filipinas
| #   | Fecha                    | Estadio                                    | Rival          | Gol | Resultado | Competición                                            |
| --- | ------------------------ | ------------------------------------------ | -------------- | --- | --------- | ------------------------------------------------------ |
| 1.  | 14 de noviembre de 2006  | Panaad Stadium, Bacólod                    | Timor Oriental | 1–0 | 7–0       | 2007 AFF Championship qualifier                        |
| 2.  | 14 de noviembre de 2006  | Panaad Stadium, Bacólod                    | Timor Oriental | 2–0 | 7–0       | 2007 AFF Championship qualifier                        |
| 3.  | 14 de noviembre de 2006  | Panaad Stadium, Bacólod                    | Timor Oriental | 4–0 | 7–0       | 2007 AFF Championship qualifier                        |
| 4.  | 14 de noviembre de 2006  | Panaad Stadium, Bacólod                    | Timor Oriental | 6–0 | 7–0       | 2007 AFF Championship qualifier                        |
| 5.  | 20 de noviembre de 2006  | Panaad Stadium, Bacólod                    | Brunéi         | 2–0 | 4–1       | 2007 AFF Championship qualifier                        |
| 6.  | 20 de noviembre de 2006  | Panaad Stadium, Bacólod                    | Brunéi         | 4–1 | 4–1       | 2007 AFF Championship qualifier                        |
| 7.  | 17 de mayo de 2008       | Barotac Nuevo Plaza Field, Barotac Nuevo   | Bután          | 2–0 | 3–0       | 2008 AFC Challenge Cup qualifier                       |
| 8.  | 9 de octubre de 2010     | Kaohsiung National Stadium, Kaohsiung      | Hong Kong      | 1–2 | 2–4       | 2010 Long Teng Cup                                     |
| 9.  | 9 de octubre de 2010     | Kaohsiung National Stadium, Kaohsiung      | Hong Kong      | 2–2 | 2–4       | 2010 Long Teng Cup                                     |
| 10. | 22 de octubre de 2010    | New Laos National Stadium, Vientián        | Timor Oriental | 2–0 | 5–0       | 2010 AFF Suzuki Cup qualifier                          |
| 11. | 24 de octubre de 2010    | New Laos National Stadium, Vientián        | Laos           | 1–2 | 2–2       | 2010 AFF Suzuki Cup qualifier                          |
| 12. | 5 de diciembre de 2010   | My Dinh National Stadium, Hanói            | Vietnam        | 2–0 | 2–0       | 2010 AFF Suzuki Cup                                    |
| 13. | 9 de febrero de 2011     | Panaad Stadium, Bacólod                    | Mongolia       | 2–0 | 2–0       | Clasificación para la Copa Desafío de la AFC 2012      |
| 14. | 3 de julio de 2011       | Rizal Memorial Stadium, Manila             | Sri Lanka      | 2–0 | 4–0       | Clasificación para la Copa Mundial de Fútbol de 2014]] |
| 15. | 3 de julio de 2011       | Rizal Memorial Stadium, Manila             | Sri Lanka      | 4–0 | 4–0       | Clasificación para la Copa Mundial de Fútbol de 2014   |
| 16. | 30 de septiembre de 2011 | Kaohsiung National Stadium, Kaohsiung      | Hong Kong      | 1–2 | 3–3       | 2011 Long Teng Cup                                     |
| 17. | 11 de octubre de 2011    | Rizal Memorial Stadium, Manila             | Nepal          | 1–0 | 4–0       | Friendly                                               |
| 18. | 11 de octubre de 2011    | Rizal Memorial Stadium, Manila             | Nepal          | 3–0 | 4–0       | Friendly                                               |
| 19. | 11 de marzo de 2012      | Dasarath Rangasala Stadium, Katmandú       | India          | 1–0 | 2–0       | Copa Desafío de la AFC 2012                            |
| 20. | 11 de marzo de 2012      | Dasarath Rangasala Stadium, Katmandú       | India          | 2–0 | 2–0       | Copa Desafío de la AFC 2012                            |
| 21. | 13 de marzo de 2012      | Halchowk Stadium, Katmandú                 | Tayikistán     | 1–1 | 2–1       | Copa Desafío de la AFC 2012                            |
| 22. | 16 de marzo de 2012      | Dasarath Rangasala Stadium, Katmandú       | Turkmenistán   | 1–0 | 1–2       | Copa Desafío de la AFC 2012                            |
| 23. | 16 de marzo de 2012      | Dasarath Rangasala Stadium, Katmandú       | Palestina      | 1–0 | 4–3       | Copa Desafío de la AFC 2012                            |
| 24. | 16 de marzo de 2012      | Dasarath Rangasala Stadium, Katmandú       | Palestina      | 2–1 | 4–3       | Copa Desafío de la AFC 2012                            |
| 25. | 5 de junio de 2012       | Rizal Memorial Stadium, Manila             | Indonesia      | 2–2 | 2–2       | Friendly                                               |
| 26. | 7 de septiembre de 2012  | Jurong West Stadium, Jurong West           | Singapur       | 2–0 | 2–0       | Friendly                                               |
| 27. | 16 de octubre de 2012    | Al Kuwait Sports Club Stadium, Kuwait City | Kuwait         | 1–1 | 1–2       | Friendly                                               |
| 28. | 30 de noviembre de 2012  | Supachalasai Stadium, Bangkok              | Birmania       | 1–0 | 2–0       | 2012 AFF Suzuki Cup                                    |
| 29. | 24 de marzo de 2013      | Rizal Memorial Stadium, Manila             | Camboya        | 1–0 | 8–0       | 2014 AFC Challenge Cup qualifier                       |
| 30. | 24 de marzo de 2013      | Rizal Memorial Stadium, Manila             | Camboya        | 2–0 | 8–0       | 2014 AFC Challenge Cup qualifier                       |
| 31. | 24 de marzo de 2013      | Rizal Memorial Stadium, Manila             | Camboya        | 3–0 | 8–0       | 2014 AFC Challenge Cup qualifier                       |
| 32. | 24 de marzo de 2013      | Rizal Memorial Stadium, Manila             | Camboya        | 7–0 | 8–0       | 2014 AFC Challenge Cup qualifier                       |
| 33. | 26 de marzo de 2013      | Rizal Memorial Stadium, Manila             | Turkmenistán   | 1–0 | 1–0       | 2014 AFC Challenge Cup qualifier                       |

## Vida personal
Su padre es británico y su madre es filipina. Tiene un hermano que es futbolista, que se llama James Younghusband que también ha sido internacional con Filipinas y su novia es la actriz y cantante Angel Locsin.